# La Javie
La Javie je naselje in občina v jugovzhodnem francoskem departmaju Alpes-de-Haute-Provence regije Provansa-Alpe-Azurna obala. Leta 1999 je naselje imelo 377 prebivalcev.

## Geografija
Kraj leži v pokrajini Visoki Provansi ob reki Bléone in njenem pritoku Arigeol, 13 km severovzhodno od Digne-les-Bainsa.

## Administracija
La Javie je sedež istoimenskega kantona, v katerega so poleg njegove vključene še občine Archail, Beaujeu, Le Brusquet, Draix in Prads-Haute-Bléone s 1.770 prebivalci.
Kanton je sestavni del okrožja Digne-les-Bains.

## Zanimivosti
- Župnijska cerkev sv. Janeza Krstnika in Marije Magdalene iz 19. stoletja,
- most čez reko Bléone iz leta 1782,
- ostanki nekdanje trdnjave.

1. ↑  »Populations légales 2016«. Nacionalni inštitut za statistične in gospodarske raziskave. Pridobljeno 25. aprila 2019.